# Happy Tree Friends
Happy Tree Friends è una serie a cartoni animati creata da Aubrey Ankrum, Rhode Montijo, Kenn Navarro e Warren Graff utilizzando Adobe Flash.
La serie animata ha come personaggi degli animaletti colorati di peluche: in ogni puntata, tutti o quasi tutti i personaggi finiscono per morire nel modo più strano e cruento possibile.

## Descrizione
Ogni episodio inizia con i titoli iniziali con una grafica assimilabile ad un libro per bambini, che raffigura il logo del cartone, il nome dell'episodio ed i personaggi presenti: alla fine dei titoli di coda, segue un messaggio moralistico, come "Lavati dietro le orecchie!" o "Non mordere più di quanto puoi masticare!". Pur essendo coerente questo con un libro per bambini, la morale contrasta largamente con la violenza raffigurata nell'episodio. A partire dall'episodio "Happy Trails Part 2", la morale è un riferimento ironico a ciò che è accaduto ai personaggi nell'episodio appena terminato. In alcuni episodi vengono citati celebri film horror, come: Zombi, La casa, L'Armata delle Tenebre e L'esorcista. Gli episodi in genere durano tra gli 1 e i 4 minuti e vedono la presenza di un numero ridotto di personaggi, ma esistono anche 13 puntate più lunghe da 21 minuti in cui compare la quasi totalità del cast.
Una lista delle puntate può essere consultata nel sito ufficiale, che contiene una selezione di vecchi episodi visibili gratuitamente per un tempo limitato.
I dialoghi nel cartone sono assenti, e questo ha permesso una rapida diffusione senza aspettare un eventuale doppiaggio.
In Italia la programmazione serale e notturna di MTV inseriva un episodio della serie fra un programma e l'altro.

## Personaggi
- Cuddles: è un coniglio maschio di colore giallo con ciuffo sulla testa e coda a batuffolo bianchi che indossa sempre un paio di ciabatte rosa a forma di coniglio. È amichevole, premuroso e molto ingenuo, al punto da essere facilmente manipolabile. Nonostante questo, può nascondere un lato di sé particolarmente malizioso e imprudente, spesso causa di morte involontaria per se stesso e i suoi amici. Va d'accordo praticamente con tutti, ma in buona parte degli episodi lo si vede coinvolto in una relazione intima con Giggles. Appare fin dal primo episodio. È doppiato da Kenn Navarro.
- Giggles: è una tamia femmina rosa, senza coda, col naso piccolo a forma di cuore e un fiocco rosso sulla testa. È giocosa, dolce e affettuosa, ha un modo di fare molto femminile con passioni e giochi tipici delle ragazze. Spesso ridacchia, caratteristica da cui deriva il suo nome. Può capitare però che si mostri aggressiva quando molto infastidita da qualcosa. Va d'accordo con quasi tutti, ad eccezione di Nutty e Disco Bear, da cui subisce spesso attenzioni sgradite, e personaggi tipicamente negativi, come i gemelli Procioni e Fliqpy. Le capita in molti episodi di interpretare la parte di damigella in pericolo che gli altri personaggi (soprattutto Splendid) tentano di salvare, con risultati disastrosi. Appare molto spesso in compagnia di Petunia e passa molto tempo con Cuddles. Tuttavia, a detta di Ken Navarro, la natura della loro relazione non è ufficiale e semplicemente cambia a seconda di quel che la storia di ogni singolo episodio richiede.[2] Appare fin dal primo episodio. È doppiata da Dana Belben (1999-2003), Ellen Connell (2003-2009; 2011-) e Lori Jee (2009-2011).
- Toothy: è un castoro maschio color malva con lentiggini, coda viola e i classici denti sporgenti con diastema. È testardo, amichevole, impulsivo e piagnucolone. Capita che agisca in modo poco intelligente e sconsiderato, ma nasconde alcuni talenti inaspettati, come la passione per le biciclette e le buone doti canore. In generale va d'accordo con tutti e prova una smodata ammirazione per Splendid. Appare fin dal primo episodio. È doppiato da Warren Graff.
- Lumpy: è un alce maschio di colore azzurro, poco intelligente, con occhi strabici e le corna. Si comporta come una sorta di tutore degli altri personaggi. Normalmente svolge mansioni di vario tipo, come il capo scout o guidare l'autobus, e perfino lo psichiatra. Tende molto spesso a provocare involontariamente la morte degli altri personaggi. È doppiato da Rhode Montijo (st. 1-2) e da David Winn (dalla stagione 2).
- Petunia: è una puzzola femmina blu che adora i profumi e porta sempre un Arbre Magique al collo. Soffre inoltre di disturbi ossessivo-compulsivi, è una maniaca dell'ordine e della pulizia. Ha una relazione romantica con Handy e Mime. È doppiata da Dana Belben (st.1-2), Ellen Connell (st. 2 e 4) e Lori Jee (st. 3).
- Nutty: è uno scoiattolo maschio verde che ha sul suo corpo dei lecca lecca e vari dolciumi. Ha un occhio pigro verde ed un sorriso sempre stampato in faccia. Nutty è dipendente dallo zucchero e la sua ossessione per i dolciumi gli causa spesso la morte. È doppiato da Michael Lipman.
- Sniffles: è un formichiere maschio azzurro che indossa un grosso paio di occhiali. È molto intelligente e cerca di risolvere i problemi con macchinari innovativi, che provocano però sistematicamente la morte dei personaggi della serie. Cerca sempre di mangiare una famiglia di formiche composta dalla madre e due figli, i quali si vendicano torturandolo e uccidendolo nei modi più sadici possibili. È doppiato da Liz Stuart.
- Flaky: è una porcospina femmina di colore rossa e con forfora nei suoi aghi. Durante le situazioni pericolose si fa sempre prendere dal panico, quando ciò succede non cerca quasi mai di aiutare gli amici, e cerca di ripararsi dal pericolo. Ciononostante non sopravvive quasi mai. Durante il cartone mostra di avere un numero imprecisato di fobie. È amica di Cuddles, anche se in alcune occasioni quest'ultimo le procura guai, e soprattutto di Flippy, con il quale ha un certo feeling. Il sesso del personaggio è stato lasciato spesso ambiguo, ma gli autori hanno confermato che è una femmina. È doppiata da Nica Lorber.
- Handy: è un castoro maschio arancione dall'aspetto di un operaio, che è in grado di costruire di tutto nonostante le braccia amputate. Quando Handy tenta di afferrare, sollevare o compiere qualunque azione per la quale servono le braccia guarda i monconi fasciati con delle bende e fa un'espressione alquanto frustrata. Spesso però durante la serie capita di vedere Handy compiere azioni quotidiane come, ad esempio, guidare. Sembra avere una sorta di relazione amorosa con Petunia. È doppiato da Warren Graff.
- The Mole: è una talpa maschio cieca e muta, color fucsia e avvolta da un maglione viola. Ha un caratteristico neo accanto al naso (che in inglese è detto appunto "mole"). In alcune puntate lo si vede fare cose che un cieco improbabilmente potrebbe fare, come guidare, fare il controllore o fare il fotografo, e ciò spesso causa la morte di alcuni personaggi. Molto spesso riesce inconsapevolmente a portare a termine cose che gli altri non riescono a fare. In alcune situazioni si evidenzia essere anche sordo, mostrando ad esempio flemma mentre qualcuno urla terrorizzato vicino a lui. Gli autori hanno confermato che in origine Mole era immaginato come una sorta di 007.[senza fonte]
- Disco Bear: è un orso maschio giallo con una pettinatura afro arancione, che balla musica da discoteca e ama i cibi grassi o fritti. Indossa vestiti da anni settanta, ed è attratto da Giggles e Petunia, che lo evitano sempre. È ossessionato dai suoi capelli. È doppiato da Peter Hermann.
- Russell: è una lontra di mare maschio color verdeacqua vestito da pirata con una benda sull'occhio e due gambe di legno. Va pazzo per le ostriche, infatti spesso muore mentre tenta di pescarle. Si occupa di tutti i lavori che riguardino il mare: dalla chiatta dei rifiuti ai fast food marinari. Vive su un albero di una nave, ha una curiosa collezione di scarpe, è proprietario di una nave con la quale alle volte va in giro con tutti gli altri e sembra essere molto amico di Lumpy. È doppiato da Jeff Biancalana (st. 1-2) e da Francis Carr (dalla serie TV in poi).
- Mime: è un cervo maschio viola che si comporta come un mimo, esprimendosi solo a gesti. Gli piacciono molto le noccioline e a volte le porta con sé, il che causa occasionalmente la sua morte. Vive in una tenda dentro la quale non c'è assolutamente niente, ma lui "mima" come se le cose ci fossero.
- Lifty & Shifty: sono due procioni maschi e gemelli color verde smeraldo che formano un duo di ladri e criminali affetti da cleptomania. Spesso muoiono a causa della loro avidità smisurata. Adorano tutto ciò che è prezioso (dai soldi ai gioielli), e sembra che gli piaccia la carne. Sono praticamente la malavita della città, ma alle volte si danno da fare anche in attività lecite ma di dubbia moralità. A differenza della maggior parte dei protagonisti che vivono in villette, i due fratelli vivono in un appartamento, pieno di merce rubata, situato in un condominio simile a un gigantesco tronco. Shifty indossa un cappello da gangster ed è lui la mente del duo e a volte ucciderebbe il fratello per non mandare a monte i furti, ma invano. Nelle schede dei personaggi create da Ken Navarro risulta avere un problema di gioco d'azzardo. Lifty invece sembra avere una grande abilità come meccanico, ed è molto abile a bowling. Sono doppiati da Mark Giambruno (st. 1-2) e da Kenn Navarro (dalla serie TV in poi).
- Pop & Cub: Pop è un orso maschio marrone chiaro. Personaggio adulto che veste come un padre di famiglia stile sitcom degli anni cinquanta. È il padre di Cub, e quasi sempre, a causa della sua disattenzione, provoca la morte del figlio. Forse è vedovo. Ha perennemente la pipa in bocca e, secondo quanto affermato da Ken Navarro, fuma anche mentre dorme.[senza fonte] È doppiato da Aubrey Ankrum. Cub è un orsetto maschio marrone chiaro e figlio di Pop. Muore spesso per mancanza di attenzione da parte del padre. È doppiato da Dana Belben (2000-2005), Ellen Connell (2005-2009, 2011-in poi) e Lori Jee (2009-2011).
- Cro-Marmot: è una marmotta maschio primitiva congelata in un blocco di ghiaccio. Vive in una casa situata all'interno di una palla con la neve dentro gigante, in cui è sempre inverno. Fa tutti i lavori in cui serve un frigo, come il macellaio o il gelataio, e sembra che il suo blocco di ghiaccio riesca a ghiacciare l'ambiente. È bravo a suonare, è abile nello snowboard e sul trapezio, e nonostante non muova né braccia né gambe sa guidare e andare in bici. Solo nell'episodio Dino-Sore Days lo si vede fuori dal suo blocco di ghiaccio.
- Flippy: è un orso maschio verde, veterano di guerra, che indossa il caratteristico cappello e maglia verde da militare e piastrine al collo. Soffre di PTSD e ogni rumore che gli fa ricordare guerra lo induce a pensare di esserci ancora. Quando comincia a ricordarsi di essa, una personalità psicopatica lo pervade. Molte cose cambiano: gli occhi cambiano da neri a contornati di giallo e sul suo viso si forma un ghigno fatto da denti aguzzi. Non riconosce nessuno e uccide tutti in maniera brutale. Agisce spesso con coltelli e cambia la sua voce da acuta e squillante a grave e cattiva di nome Fliqpy. In molti episodi è decisamente affine a Flaky. È doppiato da  Kenn Navarro (dal 2005), mentre Fliqpy è doppiato Aubrey Ankrum, che ha dato la voce anche all'altra personalità fino al 2005.
- Splendid: è uno scoiattolo volante maschio blu, con l'identità segreta da supereroe e che svolge il lavoro di giornalista. Spesso le sue azioni, seppur fatte in buona fede, causano la morte di tutti i personaggi che lo circondano. È doppiato da Rhode Montijo (st. 1-2) e da David Winn (dalla serie TV in poi).
- Lammy e Mr. Pickels: Lammy è una pecora femmina viola che compare sempre assieme a Mr. Pickles, un cetriolo, che lei usa come pupazzo. Solo lei, usando la fantasia, riesce a vedere vivo Mr. Pickels e tutto quello che Lammy vede fare al pupazzo succede veramente. Mr. Pickels ha un in un primo momento un atteggiamento mite, porta un cilindro e un paio di lunghi baffi ed è sempre sorridente, anche quando inizia a scatenare la sua mania distruttiva ed omicida nei confronti dei personaggi della serie. In realtà è Lammy a compiere le violenze. Lammy è doppiata da Renée T. MacDonald.
- Truffles: è un cinghiale maschio vestito da scolaro del secolo scorso ed è nascosto in alcuni episodi.

## Episodi
| Stagione         | Episodi | Prima TV USA | Prima TV Italia |
| ---------------- | ------- | ------------ | --------------- |
| Prima stagione   | 27      | 1999-2001    | 2006-2009       |
| Seconda stagione | 28      | 2002-2005    | 2009-2017       |
| TV               | 39      | 2006         | 2007            |
| Terza stagione   | 25      | 2007-2013    | 2010-2017       |
| Quarta stagione  | 9       | 2013-2014    | 2017-2019       |
| Quinta stagione  | 6       | 2015-2016    | 2020-2025       |

## Controversie
Ci sono stati casi in cui dei genitori si sono preoccupati per la violenza contenuta in Happy Tree Friends. Nonostante l'avvertimento "Cartoon Violence: Not for Small Children or Big Babies", un genitore indignato ha scritto al riguardo una lettera al Washington Post, dopo aver visto il figlio di 6 anni mentre guardava lo show.
Nel 2008, in Russia è stata censurata completamente tutta la serie.

## Altri media

### Happy Tree Friends False Alarm
È un videogioco, ispirato alla serie, uscito il 25 giugno 2008 per Xbox 360 e scaricabile per PC.

### Dumb Ways To Die: Happy Tree Friends Edition
Nel 2014 è stato pubblicato Dumb Ways To Die: Happy Tree Friends Edition, un gioco Flash che si rifa al videogioco di Dumb Ways to Die, con i personaggi di Happy Tree Friends. Entrambe le serie hanno collaborato successivamente nel 2024 con un corto intitolato "Dumb Ways to Die x Happy Tree Friends: HAPPY TRAIN FRIENDS".